# Kaj Andersen
Kaj Andersen (14 giugno 1932 – 19 gennaio 1995) è stato un calciatore danese, di ruolo difensore.

## Carriera

### Nazionale
Esordisce il 15 maggio 1963, giocando da capitano contro l'Ungheria (6-0). Gioca da capitano anche la sua seconda e ultima partita con la Danimarca, il 3 giugno seguente contro la Finlandia (1-1).